# Acherontiini
Acherontiini es una tribu de lepidópteros glosados del clado Ditrysia perteneciente a la familia Sphingidae.

## Géneros
- Acherontia
- Agrius
- Callosphingia
- Coelonia
- Megacorma